# Liste der Kulturdenkmale in Hinterhermsdorf
Die Liste der Kulturdenkmale in Hinterhermsdorf enthält die in der amtlichen Denkmalliste des Landesamtes für Denkmalpflege Sachsen ausgewiesenen Kulturdenkmale im Sebnitzer Ortsteil Hinterhermsdorf.
Die Anmerkungen sind zu beachten.
Diese Liste ist eine Teilliste der Liste der Kulturdenkmale in Sebnitz.
Diese Liste ist eine Teilliste der Liste der Kulturdenkmale im Landkreis Sächsische Schweiz-Osterzgebirge.
Diese Liste ist eine Teilliste der Liste der Kulturdenkmale in Sachsen.

## Legende
- Bild: Bild des Kulturdenkmals, ggf. zusätzlich mit einem Link zu weiteren Fotos des Kulturdenkmals im Medienarchiv Wikimedia Commons. Wenn man auf das Kamerasymbol klickt, können Fotos zu Kulturdenkmalen aus dieser Liste hochgeladen werden:
- Bezeichnung: Denkmalgeschützte Objekte und ggf. Bauwerksname des Kulturdenkmals
- Lage: Straßenname und Hausnummer oder Flurstücknummer des Kulturdenkmals. Die Grundsortierung der Liste erfolgt nach dieser Adresse. Der Link (Karte) führt zu verschiedenen Kartendiensten mit der Position des Kulturdenkmals. Fehlt dieser Link, wurden die Koordinaten noch nicht eingetragen. Sind diese bekannt, können sie über ein Tool mit einer Kartenansicht einfach nachgetragen werden. In dieser Kartenansicht sind Kulturdenkmale ohne Koordinaten mit einem roten bzw. orangen Marker dargestellt und können durch Verschieben auf die richtige Position in der Karte mit Koordinaten versehen werden. Kulturdenkmale ohne Bild sind an einem blauen bzw. roten Marker erkennbar.
- Datierung: Baubeginn, Fertigstellung, Datum der Erstnennung oder grobe zeitliche Einordnung entsprechend des Eintrags in der sächsischen Denkmaldatenbank
- Beschreibung: Kurzcharakteristik des Kulturdenkmals entsprechend des Eintrags in der sächsischen Denkmaldatenbank, ggf. ergänzt durch die dort nur selten veröffentlichten Erfassungstexte oder zusätzliche Informationen
- ID: Vom Landesamt für Denkmalpflege Sachsen vergebene, das Kulturdenkmal eindeutig identifizierende Objekt-Nummer. Der Link führt zum PDF-Denkmaldokument des Landesamtes für Denkmalpflege Sachsen. Bei ehemaligen Kulturdenkmalen können die Objektnummern unbekannt sein und deshalb fehlen bzw. die Links von aus der Datenbank entfernten Objektnummern ins Leere führen. Ein ggf. vorhandenes Icon  führt zu den Angaben des Kulturdenkmals bei Wikidata.

## Hinterhermsdorf
| Bild                                    | Bezeichnung | Lage                               | Datierung                                | Beschreibung | ID       |
| --------------------------------------- | --- | ---------------------------------- | ---------------------------------------- | --- | -------- |
| Direkt Bild zu diesem Denkmal hochladen | Inschrifttafel |                                    | 1756                                     | Ortsgeschichtlich von Bedeutung | 09254506 |
|                                         | Denkmalschutzgebiet Hinterhermsdorf                                                                                        | (Karte)                            |                                          | Vorschlag eines Denkmalschutzgebietes | 09300020 |
| Direkt Bild zu diesem Denkmal hochladen | Denkmalschutzgebiet Hinterhermsdorf Ortslage Neudorf                                                                       | (Karte)                            |                                          | Vorschlag eines Denkmalschutzgebietes | 09302616 |
|                                         | Gedenkstein (Wettinstein bzw. Wettin-Denkmal)                                                                              | (Karte)                            | 1889                                     | ortsgeschichtlich von Bedeutung; Gedenkstein aus einem Granitfindling aus der Nähe von Dorf Wehlen, umrahmt von Basaltsäulen aus dem Umfeld von Hinterhermsdorf; errichtet zum 800jährigen Jubiläum des sächsischen Herrscherhauses Wettin, Inschrift mit dem Leitspruch der Wettiner „Providentiae Memor. 1089–1889“ (Der Vorsehung eingedenk. 1089-1889). | 09254496 |
| Weitere Bilder                          | Staumauer und Anlage der Schleuse (Untere Schleuse)                                                                        | (Karte)                            | 1930er Jahre                             | Staumauer und Anlage der Oberen Schleuse (die Staumauer wird als Untere Schleuse bezeichnet), inklusiv des sogenannten »Rindenhäuschens« – technikgeschichtlich von Bedeutung. Schleuse ist erwähnt zuerst 1667. | 09254320 |
| Weitere Bilder                          | Gedenkstein für einen im Wald Umgekommenen (Cupetiusstein)                                                                 | (Karte)                            | bez. 1834                                | ortsgeschichtlich von Bedeutung; sogenannter Cupetiusstein, Inschrift: „Hier endete Johann Gottlieb Cupetius am 17. Juni 1834, Abends in der 9ten Stunde an einem Blutschlage sein irdisches Dasein.“, Sandstein in klassizistischer Form. | 09254494 |
| Weitere Bilder                          | Staumauer und Anlage der Schleuse (Niedere Schleuse)                                                                       | (Karte)                            |                                          | Staumauer und Anlage der Niederen Schleuse – technikgeschichtlich von Bedeutung. | 09254321 |
| Weitere Bilder                          | Wegestein | (Karte)                            | 19. Jh.                                  | verkehrsgeschichtlich von Bedeutung | 09254487 |
| Weitere Bilder                          | Reliefdarstellung eines Luchses (Luchsstein)                                                                               | (Karte)                            |                                          | heimatgeschichtlich von Bedeutung; Reliefdarstellung eines Luchses, sogenannter Luchsstein, erinnert an den letzten in der Sächsischen Schweiz nachweislich erlegten Luchs im Jahr 1743 | 09254505 |
| Direkt Bild zu diesem Denkmal hochladen | Steinkreuz |                                    |                                          | Steinkreuz; heimatgeschichtlich von Bedeutung. Südseite eingemeißelte Inschrift, im Kopf beginnend und bis auf die Arme und wahrscheinlich auf den Schaft reichend, verwittert, lesbar: „M.P./.../ 1678 gestorb / en (Quietzsch)“; dagegen Kobuch 1956: Palme / 1678 D(ominica) Judic(a) [Sonntag Judica: 17. März]. Auf dem Scheitel des Kopfes linear eingeritzt: Kreuz, möglicherweise Kennzeichnung einer Nachbenutzung als Grenzstein. Arm und Kopf gerade, verhältnismäßig langer Kopf, Kanten leicht gerundet, Schaft nicht sichtbar. Höhe: Südseite 50 cm, Nordseite 46 cm, Breite: 42 cm, Stärke: 23 cm. – Absprung am Kopf, Inschrift durch Verwitterung nur noch bruchstückhaft lesbar (deshalb auch verschiedene Datierungsdeutungen); Kreuz bis an die unteren Armkanten eingesunken. | 09252267 |
| Direkt Bild zu diesem Denkmal hochladen | Gedenkstein (Pöhligstein)                                                                                                  | (Karte)                            | 19. Jh.                                  | ortsgeschichtlich von Bedeutung; sogenannter Pöhligstein, erinnert an den hier am 24. Juli 1889 im Alter von 57 Jahren verstorbenen Waldarbeiter Ernst Wilhelm August Pöhlig, Inschrift: „Hier verschied am 24.Juli 1889 der Waldarbeiter Wilhelm Pöhlig aus Hinterhermsdorf auf dem Heimwege von der Arbeit infolge eines Schlagflusses. Seinem Andenken gewidmet von den Mitarbeitern.“ Gedenkstein aus Sandstein, 1890 errichtet | 09254495 |
| Weitere Bilder                          | Altarstein | (Karte)                            |                                          | Gedenkstein; orts- und heimatgeschichtliche Bedeutung. Auf dem großen Sandsteinblock finden sich die Namen aller Revierförster seit 1632; die Inschrift: „Hier hielten verfolgte böhmische Protestanten unter Kaiser Ferdinand d. II um das Jahr 1630 Gottesdienste ab“ (deswegen Altarstein). Diese Inschrift stammt aber erst aus dem Jahre 1893, als im Rahmen einer „Verschönerungsmaßnahme“ dafür dort ältere Inschriften und Zeichen (Wappen, Kurschwerter, Jagdhörner, Kelch) vernichtet wurden. Vgl. auch die „Zwei Gedenktafeln am Altarstein“ im OT Ottendorf (ID-Nr. 09254638). | 09303873 |
| Direkt Bild zu diesem Denkmal hochladen | Wohnstallhaus | Am Langk 1 (Karte)                 | 2. Hälfte 19. Jh.                        | Obergeschoss Fachwerk, verbrettert, baugeschichtlich von Bedeutung. Fenster Obergeschoss in originaler Größe. | 09254502 |
| Direkt Bild zu diesem Denkmal hochladen | Wohnstallhaus (Umgebinde)                                                                                                  | Am Langk 3 (Karte)                 | 1669 lt. Auskunft                        | eines der ältesten Häuser im Ort, in hohem Maße im ursprünglichen Aussehen erhalten, baugeschichtlich und sozialgeschichtlich von Bedeutung. Obergeschoss Fachwerk, Hakengrundriss, Frackdach, Umgebinde rechts 2/2 Joche, weiteres Joch im Frackdachbereich, Fenster gesprosst und in originaler Größe, Blockstube verschalt. | 09254504 |
| Direkt Bild zu diesem Denkmal hochladen | Wohnstallhaus (Umgebinde)                                                                                                  | Am Langk 4 (Karte)                 | 1. Hälfte 19. Jh.                        | baugeschichtlich und sozialgeschichtlich von Bedeutung. Obergeschoss Fachwerk verbrettert, Umgebinde links 2/3/1 Joche, Blockstube entfernt, Haustür Sandsteingewände. | 09254503 |
|                                         | Wohnhaus (Umgebinde) | An der Kirnitzsch 1 (Karte)        | um 1800                                  | weitgehend im ursprünglichen Aussehen erhalten, baugeschichtlich und sozialgeschichtlich von Bedeutung. Eingeschossig, Umgebinde rechts 2/3/- Joche, Blockstube verschalt. | 09254497 |
| Direkt Bild zu diesem Denkmal hochladen | Wohnhaus | An der Kirnitzsch 2 (Karte)        | 2. Hälfte 19. Jh.                        | Obergeschoss Fachwerk verbrettert, baugeschichtlich von Bedeutung. Fenster Obergeschoss gesprosst und in originaler Größe, im Erdgeschoss Winterfenster, Erdgeschoss mit Sandsteingewänden. | 09254498 |
| Weitere Bilder                          | Niedermühle | An der Kirnitzsch 3 (Karte)        | nach 1857 Grundmauern vom Vorgängerbau   | Müllerwohnhaus und drei Nebengebäude sowie Wasserbau eines Mühlenanwesens – alle Gebäude Fachwerk, baugeschichtlich und ortsgeschichtlich bedeutendes Ensemble, zwei Mahlsteine auf dem Gelände, Wohnmühlenhaus: Obergeschoss und Drempel Fachwerk, Erdgeschoss Sandsteingewände, Fenstergrößen und -sprossung im originalen Sinne, altes Türblatt, Nebengebäude Obergeschoss Fachwerk (eines mit Drempel), auf massivem Haustein-Erdgeschoss, weiteres Nebengebäude Holzkonstruktion. | 09254492 |
| Weitere Bilder                          | Wohnhaus (Umgebinde) | Beize 1 (Karte)                    | 1. Hälfte 19. Jh.                        | baugeschichtlich und sozialgeschichtlich von Bedeutung. Eingeschossig, Giebel zweifarbig verschiefert, Blockstube verschalt, mit Winterfenstern. | 09254482 |
| Weitere Bilder                          | Wohnhaus (Umgebinde) | Beize 4 (Karte)                    | 1. Hälfte 19. Jh.                        | baugeschichtlich und sozialgeschichtlich von Bedeutung. Eingeschossig, Umgebinde links 2/2 Joche, Giebel verbrettert, alter Dachstuhl und Baukörper erhalten. | 09254483 |
| Weitere Bilder                          | Wohnhaus (Umgebinde) | Beize 5 (Karte)                    | um 1800                                  | baugeschichtlich und sozialgeschichtlich von Bedeutung. Umgebinde links 2/2 Joche, eingeschossig, Fachwerk. | 09254484 |
| Direkt Bild zu diesem Denkmal hochladen | Wohnstallhaus (Umgebinde)                                                                                                  | Beize 11 (Karte)                   | 1. Hälfte 19. Jh.                        | Bestandteil der Struktur der „Beize“, baugeschichtlich und sozialgeschichtlich von Bedeutung. Umgebinde rechts 2/2/2 Joche, Obergeschoss Fachwerk verbrettert, Fenstergrößen Obergeschoss original, Erdgeschoss zum Teil verändert, recht niedrige Umgebinde-Konstruktion. | 09254485 |
|                                         | Wohnstallhaus (Umgebinde) und Holzscheune eines Zweiseithofes                                                              | Beize 12 (Karte)                   | 1845                                     | trägt durch exponierte Lage entscheidend zum Ortsbild bei, baugeschichtlich und sozialgeschichtlich von Bedeutung. Obergeschoss Fachwerk, verbrettert, Umgebinde links 2/3/1 Joche. | 09254486 |
| Weitere Bilder                          | Wohnstallhaus (Umgebinde)                                                                                                  | Birkenweg 9 (Karte)                | Türstock bez. 1818                       | weitgehend im ursprünglichen Aussehen erhalten, baugeschichtlich und sozialgeschichtlich von Bedeutung. Obergeschoss Fachwerk, verbrettert, Oberlaube, Umgebinde rechts 3/3/1 Joche, Fenstergrößen original. | 09254489 |
| Weitere Bilder                          | Wohnhaus (Umgebinde) | Buchenstraße 1 (Karte)             | bez. 1842                                | Doppelstubenhaus, baugeschichtlich und sozialgeschichtlich von Bedeutung. Obergeschoss Fachwerk, verbrettert, Fenster weitgehend in originaler Größe, Umgebinde rechts und links 2/2 Joche, mit profiliertem Sandstein-Haustürgewände. | 09254457 |
|                                         | Wohnhaus (Umgebinde) | Buchenstraße 4 (Karte)             | um 1850                                  | wichtiger Strukturbestandteil des Ortsbildes, baugeschichtlich und sozialgeschichtlich von Bedeutung. Obergeschoss Fachwerk, verbrettert, Schieferdeckung. | 09254459 |
| Weitere Bilder                          | Wohnstallhaus (Umgebinde)                                                                                                  | Buchenstraße 8 (Karte)             | Türstock bez. 1848                       | baugeschichtlich und sozialgeschichtlich von Bedeutung. Obergeschoss und Giebel Fachwerk verbrettert, vier Joche Umgebinderest an der Giebelseite, Erdgeschoss entscheidend verändert, Fenster weitgehend originale Größe, profiliertes Sandsteingewände (Korbbogen) | 09254461 |
| Weitere Bilder                          | Ehemaliges Armenhaus | Buchenstraße 10 (Karte)            | 1. Hälfte 19. Jh.                        | exponierte Lage, ortsgeschichtlich von Bedeutung. Kleines Wohnhaus, eingeschossig, verbrettertes Fachwerk, Fensteröffnungen weitgehend in originaler Größe. | 09254462 |
| Weitere Bilder                          | Wohnhaus (Umgebinde) ohne Anbau                                                                                            | Dorfbachweg 1 (Karte)              | Türstock bez. 1791                       | baugeschichtlich und sozialgeschichtlich von Bedeutung. Umgebinde rechts 2/1/1 Joche, Obergeschoss und Giebel Fachwerk, kunstvoll ornamental verschiefert, Granittürstock profiliert, mit Schlussstein, Fenstergrößen weitgehend original. | 09254481 |
| Weitere Bilder                          | Wohnhaus (Umgebinde) | Dorfbachweg 2 (Karte)              | um 1850                                  | baugeschichtlich und ortsbildprägend von Bedeutung. Umgebinde links 2/3/2 Joche, Obergeschoss Fachwerk, Fenstergrößen weitgehend original, Krüppelwalmdach. | 09254458 |
| Weitere Bilder                          | Wohnstallhaus (Umgebinde)                                                                                                  | Dorfbachweg 3 (Karte)              | Kern 2. Hälfte 17. Jh.                   | integrativer Bestandteil der Auenbebauung, baugeschichtlich und sozialgeschichtlich von Bedeutung. Niedriges Obergeschoss Fachwerk verbrettert, Oberlaube, Umgebinde links 2/2/2 Joche. | 09254480 |
| Weitere Bilder                          | Wohnhaus (Umgebinde) | Dorfbachweg 5 (Karte)              | 1. Hälfte 19. Jh.                        | in hohem Maße im ursprünglichen Aussehen erhalten, integrativer Bestandteil der Auenbebauung, baugeschichtlich von Bedeutung. Umgebinde rechts 2/2/2 Joche, Obergeschoss Fachwerk verbrettert, Oberlaube. | 09254479 |
| Direkt Bild zu diesem Denkmal hochladen | Wohnhaus (Umgebinde) | Dorfbachweg 6 (Karte)              | 1676 Dendro                              | baugeschichtlich und ortsgeschichtlich von Bedeutung. Obergeschoss Fachwerk verbrettert, Obergeschoss-Dachüberstand (Laubengang), doppelte Blockstube, Gärtnerei. | 09254474 |
| Weitere Bilder                          | Wohnstallhaus (Umgebinde)                                                                                                  | Dorfbachweg 11 (Karte)             | 2. Hälfte 18. Jh.                        | integrativer Bestandteil der Auenbebauung, baugeschichtlich und sozialgeschichtlich von Bedeutung. Umgebinde rechts 2/3/2 Joche, Erdgeschoss im massiven Teil umgebaut, Obergeschoss Fachwerk, verbrettert, Giebelseite verschiefert, korbbogiges Haustürgewände. | 09254476 |
| Direkt Bild zu diesem Denkmal hochladen | Wohnhaus (Umgebinde) | Dorfbachweg 12 (Karte)             | 1. Hälfte 19. Jh.                        | weitgehend im ursprünglichen Aussehen erhalten, exponierte Lage, baugeschichtlich und sozialgeschichtlich von Bedeutung. Umgebinde links 2/2 Joche, Obergeschoss und Giebel Fachwerk verbrettert. | 09254475 |
| Weitere Bilder                          | Wohnhaus (Umgebinde) | Dorfbachweg 19 (Karte)             | 1. Hälfte 19. Jh.                        | weitgehend im ursprünglichen Aussehen erhalten, baugeschichtlich und sozialgeschichtlich von Bedeutung. Umgebinde rechts 2/2 Joche, eingeschossig, Giebel ornamental verkleidet, Umgebinde und Blockstube alt (Umgebinde-Überstand), Stallteil Holz. | 09254471 |
| Weitere Bilder                          | Wohnhaus (Umgebinde) | Dorfbachweg 25 (Karte)             | um 1900                                  | zitiert Volksbauweise bereits im touristischen Sinn, baugeschichtlich von Bedeutung. Obergeschoss Fachwerk, doppelte Blockstube, Dachüberstand im Schweizerstil, massiver Mittelrisalit, originales Türblatt. | 09254473 |
| Direkt Bild zu diesem Denkmal hochladen | Drei Gedenktafeln | Kirnitzsch (Karte)                 | bez. 1882                                | Drei Gedenktafeln für die Förderer der Bootsfahrt – ortsgeschichtlich von Bedeutung | 09254491 |
|                                         | Sachgesamtheitsbestandteil der Sachgesamtheit Todesmarsch Schwarzheide–Theresienstadt 1945 mit Gedenktafel                 | Mönchsstein (Karte)                | 1980er Jahre                             | Sachgesamtheitsbestandteil der Sachgesamtheit Todesmarsch Schwarzheide–Theresienstadt 1945 mit Gedenktafel für ermordete KZ-Häftlinge (Sachgesamtheit ID-Nr. 09299874, siehe Liste der Kulturdenkmale in Oberottendorf) – ortsgeschichtlich von Bedeutung. Am Abzweig zur Obermühle und Mönchstein wurde die Inschrift erneuert, nachdem sie während der Wendezeit beschädigt und danach restauriert wurde, sie lautet: „In Hinterhermsdorf ermordete die SS-Wachmannschaft der Todeskolonne aus dem KZ Schwarzheide die Antifaschisten Paul Fischer, Wilhelm Slatin, Herbert Altschul, Friedrich Kaufmann, Erwin Teicher, Kurt Altschul, den Polen Matjesky und einen Franzosen“. | 09254493 |
| Weitere Bilder                          | Sachgesamtheit Dorfkirche und Kirchhof Hinterhermsdorf mit mehreren Einzeldenkmalen sowie Kirchhof als Sachgesamtheitsteil | Neudorfer Straße (Karte)           | um 1700                                  | Sachgesamtheit Dorfkirche Hinterhermsdorf mit mehreren Einzeldenkmalen: Kirche, Denkmal für die Gefallenen des Ersten Weltkrieges, sechs Grabmale, eine Grabanlage und Einfriedung (Einzeldenkmale ID-Nr. 09254490) sowie Kirchhof als Sachgesamtheitsteil – baugeschichtlich und ortsgeschichtlich von Bedeutung | 09302148 |
| Weitere Bilder                          | Dorfkirche und Kirchhof Hinterhermsdorf (Einzeldenkmale zu ID-Nr. 09302148)                                                | Neudorfer Straße (Karte)           | 1689                                     | Einzeldenkmale der Sachgesamtheit Dorfkirche Hinterhermsdorf: Kirche, Denkmal für die Gefallenen des Ersten Weltkrieges, sechs Grabmale, eine Grabanlage sowie Einfriedung – baugeschichtlich und ortsgeschichtlich von Bedeutung. Evangelische Pfarrkirche, seit 1927 sogenannte Engelkirche. | 09254490 |
| Direkt Bild zu diesem Denkmal hochladen | Sachgesamtheitsbestandteil der Sachgesamtheit Todesmarsch Schwarzheide–Theresienstadt 1945 mit Gedenktafel                 | Neudorfstraße (Karte)              | 1980er Jahre                             | Sachgesamtheitsbestandteil der Sachgesamtheit Todesmarsch Schwarzheide–Theresienstadt 1945 mit Gedenktafel an den Vorbeizug der KZ-Häftlinge am 23. April 1945 (Sachgesamtheit ID-Nr. 09299874) – ortsgeschichtlich von Bedeutung. Gegenüber der Richterschmiede, die Inschrift lautet: „Am 25. April 1945 zog hier die Todeskolonne aus dem faschistischen KZ Schwarzheide vorüber“. | 09254460 |
| Weitere Bilder                          | Wegestein | Neudorfstraße (Karte)              | 19. Jh.                                  | verkehrsgeschichtlich von Bedeutung, Sandstein, dreieckig. | 09254427 |
| Weitere Bilder                          | Wohnhaus (Umgebinde) | Neudorfstraße 1 (Karte)            | um 1850                                  | Wohnhaus (Umgebinde) – baugeschichtlich und straßenbildprägend von Bedeutung. Obergeschoss und Giebel Fachwerk, verschiefert, Fenster Obergeschoss in originaler Größe, Krüppelwalmdach. | 09254424 |
| Weitere Bilder                          | Wohnhaus (Umgebinde) | Neudorfstraße 2 (Karte)            | 1. Hälfte 19. Jh.                        | in hohem Maße im ursprünglichen Aussehen erhalten, baugeschichtlich von Bedeutung. Obergeschoss Fachwerk verbrettert, Giebel ornamental verschiefert, doppelte Blockstube, zum Teil weite Umgebinde-Joche, Umgebinde links und rechts 2/3/2 Joche, Fenster gesprosst und in originaler Größe. | 09254425 |
| Weitere Bilder                          | Wohnhaus (Umgebinde) | Neudorfstraße 8 (Karte)            | 1. Hälfte 19. Jh.                        | baugeschichtlich und sozialgeschichtlich von Bedeutung. Obergeschoss und Giebel Fachwerk verbrettert, Umgebinde rechts 2/3/1 Joche, durch Anbauten verändert, Dach mit Aufschieblingen, Blockstube verschalt, alter Baukörper weitgehend erhalten. | 09254426 |
| Weitere Bilder                          | Ehem. Forsthaus und Nebengebäude                                                                                           | Neudorfstraße 15; 17 (Karte)       | um 1900                                  | Einfluss des Schweizer Stils, baugeschichtlich und ortsgeschichtlich von Bedeutung. Schieferdeckung, Krüppelwalmdächer mit Überstand im Schweizerstil, Giebelverbretterungen, roter Backstein über rustikalem Sockel, Fenster zum Teil mit profilierten Sandsteingewänden, Eckrustizierungen, von ortshistorischer Bedeutung. | 09254428 |
| Weitere Bilder                          | Wohnhaus (Umgebinde) | Neudorfstraße 33 (Karte)           | 1. Hälfte 19. Jh.                        | baugeschichtlich und sozialgeschichtlich von Bedeutung. Umgebinde rechts 2/2/2 Joche, eingeschossig, mit zum Teil erheblichem Dachüberstand, Umgebinde-Konstruktion mit Kopfbändern, Blockstube verschalt. | 09254429 |
| Weitere Bilder                          | Wohnstallhaus (Umgebinde)                                                                                                  | Neudorfstraße 35 (Karte)           | Türstock bez. 1840, Kern womöglich älter | trotz Um- und Ausbauten noch ausreichend authentisches Zeugnis herkömmlicher Holzbauweise, baugeschichtlich von Bedeutung. Obergeschoss Fachwerk verbrettert, Umgebinde mit Kopfbändern, Umgebinde rechts 3/3 Joche. | 09254488 |
|                                         | Wohnhaus mit integrierter Scheune                                                                                          | Neudorfstraße 37 (Karte)           | um 1800                                  | alter Baukörper und Dachstuhl, baugeschichtlich von Bedeutung. Fenster in originaler Größe, Winterfenster. Keller: hangseitig an das Haus angebaut. | 09254430 |
| Weitere Bilder                          | Wohnstallhaus (Umgebinde) mit integrierter Scheune                                                                         | Neudorfstraße 39 (Karte)           | bez. 1829                                | weitgehend im ursprünglichen Aussehen erhalten, baugeschichtlich und sozialgeschichtlich von Bedeutung. Umgebinde links 2/3/2 Joche, Obergeschoss Fachwerk verbrettert, profilierter Türstock mit Inschrift, Blockstube verschalt, Fenster Obergeschoss in originaler Größe. | 09254431 |
|                                         | Wohnhaus (Umgebinde) | Neudorfstraße 41 (Karte)           | 1. Hälfte 19. Jh.                        | baugeschichtlich und sozialgeschichtlich von Bedeutung. Umgebinde rechts 2/3/1 Joche, Obergeschoss Fachwerk verkleidet, Blockstube verschalt. | 09254432 |
| Weitere Bilder                          | Wohnstallhaus (Umgebinde), mit integriertem Wirtschaftsteil                                                                | Neudorfstraße 43 (Karte)           | um 1900                                  | baugeschichtlich und sozialgeschichtlich von Bedeutung. Umgebinde links 3/4 Joche, Obergeschoss und Giebel Fachwerk, Umgebinde-Konstruktion mit Kopfbändern, Blockstube verschalt, Fenster Obergeschoss in originaler Größe. | 09254433 |
| Weitere Bilder                          | Wohnstallhaus (Umgebinde)                                                                                                  | Neudorfstraße 47 (Karte)           | Türsturz bez. 1779                       | baugeschichtlich und sozialgeschichtlich von Bedeutung. Umgebinde links 2/3/1 Joche, Obergeschoss Fachwerk verbrettert, Erdgeschoss im massiven Teil verändert, Fenster in originaler Größe. | 09254434 |
| Weitere Bilder                          | Wohnhaus (Umgebinde) auf massivem Sockel (Hanglage)                                                                        | Neudorfstraße 49 (Karte)           | 2. Hälfte 19. Jh., Kern womöglich älter  | baugeschichtlich und sozialgeschichtlich von Bedeutung, Winterfenster, Hechtgaupe. | 09254436 |
| Weitere Bilder                          | Wohnhaus (Umgebinde) | Neudorfstraße 51 (Karte)           | 2. Hälfte 19. Jh.                        | baugeschichtlich und sozialgeschichtlich von Bedeutung. Umgebinde rechts 2/3 Joche, im Obergeschoss vergrößerte Fenster, Obergeschoss Fachwerk verbrettert, Frackdach. | 09254437 |
| Weitere Bilder                          | Wohnstallhaus (Umgebinde)                                                                                                  | Neudorfstraße 53 (Karte)           | Türstock bez. 1839                       | baugeschichtlich und sozialgeschichtlich von Bedeutung. Umgebinde links 2/2 Joche, Obergeschoss Fachwerk, zum Teil verbrettert, Fenster gesprosst und in originaler Größe, Türstock Sandstein, mit Korbbogenabschluss und Schlussstein. | 09254435 |
|                                         | Wohnstallhaus und Holzscheune eines Bauernhofes                                                                            | Neudorfstraße 54 (Karte)           | Türstock bez. 1822                       | Wohnstallhaus Obergeschoss Fachwerk, baugeschichtlich von Bedeutung. Fenster Obergeschoss in originaler Größe, Wohnstallhaus: Obergeschoss Fachwerk verbrettert, zwei korbbogige Türen, typisches Beispiel des sächsischen Bauernhauses der Holzbauweise. | 09254439 |
| Weitere Bilder                          | Wohnstallhaus (Umgebinde)                                                                                                  | Neudorfstraße 55 (Karte)           | 1. Hälfte 19. Jh., Kern wesentlich älter | baugeschichtlich und sozialgeschichtlich von Bedeutung. Umgebinde links 2/3 Joche, alter Dachstuhl, Frackdach, Obergeschoss Fachwerk verbrettert, Oberlaube, Umgebinde mit Kopfbändern, alte Biberschwanzdeckung. | 09254499 |
| Weitere Bilder                          | Wohnstallhaus (Umgebinde) mit integrierter Scheune                                                                         | Neudorfstraße 57 (Karte)           | 1. Hälfte 19. Jh., Kern womöglich älter  | baugeschichtlich und sozialgeschichtlich von Bedeutung. Umgebinde links 2/3/1 Joche, Fenster Obergeschoss in originaler Größe, Erdgeschoss leicht verändert, Obergeschoss Fachwerk verbrettert, Giebelüberstand, Blockstube verschalt. | 09254500 |
|                                         | Wohnhaus (Umgebinde) | Neudorfstraße 59 (Karte)           | Türstock innen bez. 1753                 | baugeschichtlich und sozialgeschichtlich von Bedeutung. zum Teil alte Winterfenster, teils eingeschossig, teils aufgestockt, doppelte Blockstube, doppelte Bruchstein-Tonnengewölbe, an exponierter Stelle gelegen. | 09254501 |
| Weitere Bilder                          | Wohnhaus (Umgebinde) | Neudorfstraße 61 (Karte)           | Kern um 1700                             | eines der ältesten Gebäude im Ort, baugeschichtlich und sozialgeschichtlich von Bedeutung. Umgebinde links 2/2/2 Joche, Obergeschoss und Giebel Fachwerk verbrettert. | 09254438 |
| Weitere Bilder                          | Wohnhaus (Umgebinde) | Oberdorfweg 1 (Karte)              | bez. 1804                                | baugeschichtlich und sozialgeschichtlich von Bedeutung. Umgebinde-Stützen und Bögen profiliert (Kerbschnitt), Haustür mit korbbogigem Sandsteingewände (mit Schlußstein), Umgebinde links 2/3 Joche, Fenster in originaler Größe, Erdgeschoss Winterfenster. | 09254413 |
| Weitere Bilder                          | Wohnhaus (Umgebinde) | Oberdorfweg 4 (Karte)              | 2. Hälfte 18. Jh.                        | baugeschichtlich und sozialgeschichtlich von Bedeutung. Eingeschossig, Umgebinde rechts 2/2/1 Joche, alte Schieferdeckung, Fenster vergrößert, alter Dachstuhl, Umgebinde und Blockstube verschalt. | 09254414 |
| Weitere Bilder                          | Wohnhaus (Umgebinde) | Oberdorfweg 7 (Karte)              | 1. Hälfte 19. Jh.                        | besondere baugeschichtliche Bedeutung, bild- und strukturprägend. Umgebinde links 2 (3) Joche, eingeschossig, Blockbauweise beidseitig des Flurs. | 09226926 |
|                                         | Pfarrhaus mit Einfriedung                                                                                                  | Oberdorfweg 9 (Karte)              | 2. Hälfte 19. Jh.                        | ortsgeschichtlich von Bedeutung. Zweigeschossig, flaches Walmdach, massiv, mit Resten von Putzgliederung (Gurtgesims), rundbogiges Haustürgewände mit Schlussstein, Freitreppe, Granittrog. | 09254416 |
| Weitere Bilder                          | Wohnhaus (Umgebinde) | Oberdorfweg 10 (Karte)             | um 1850                                  | baugeschichtlich und sozialgeschichtlich von Bedeutung. Umgebinde links 2/3/2 Joche, Obergeschoss Fachwerk, verbrettert, Fenstergrößen verändert, Umgebinde-Stützen leicht profiliert, Blockstube verschalt. | 09254415 |
| Direkt Bild zu diesem Denkmal hochladen | Wohnstallhaus | Oberdorfweg 11 (Karte)             | bez. 1846                                | baugeschichtlich von Bedeutung. Zweigeschossig, massiv, Inschrift Haustür „S.P. 1846“, mit Krüppelwalmdach, Haustür mit Granitgewänden (korbbogig, Inschrift) und floralem Dekor. | 09254417 |
| Direkt Bild zu diesem Denkmal hochladen | Sandstein-Türstock mit Wappen (Monogramm)                                                                                  | Oberdorfweg 13 (Karte)             | bez. 1841                                | handwerklich-künstlerisch von Bedeutung | 09254418 |
| Weitere Bilder                          | Wohnhaus (Umgebinde) mit integrierter Scheune                                                                              | Oberdorfweg 14 (Karte)             | 1. Hälfte 19. Jh.                        | baugeschichtlich und straßenbildprägend von Bedeutung. Umgebinde links 2/3/2 Joche, Obergeschoss Fachwerk, Fenster Obergeschoss in originaler Größe, teils verbrettert, teils verschiefert (Giebelseite), Blockstube verschalt. | 09254423 |
|                                         | Wohnhaus und Sandsteintrog                                                                                                 | Oberdorfweg 19 (Karte)             | bez. 1861                                | baugeschichtlich und straßenbildprägend von Bedeutung. Obergeschoss Fachwerk, zum Teil mit Aufbretterung, Fenster Obergeschoss in originaler Größe. | 09254420 |
|                                         | Wohnstallhaus und Holzscheune eines Bauernhofes                                                                            | Oberdorfweg 27 (Karte)             | 1. Hälfte 19. Jh.                        | Wohnstallhaus Obergeschoss Fachwerk, baugeschichtlich von Bedeutung. Fenstergrößen weitgehend original, Winterfenster, Wohnstallhaus: Obergeschoss Fachwerk, alte Aufbretterung, korbbogiges Haustürgewände. | 09254419 |
| Weitere Bilder                          | Wohnhaus (Umgebinde) und Holzscheune eines Bauernhofes                                                                     | Oberdorfweg 29 (Karte)             | 2. Hälfte 18. Jh.                        | baugeschichtlich und sozialgeschichtlich von Bedeutung. Wohnhaus eingeschossig, Giebel verschiefert, mit doppelter Blockstube (verschalt), prägt das Wegebild entscheidend. | 09254422 |
|                                         | Wohnhaus (Umgebinde, originale Blockstube mit Eckverkämmung)                                                               | Oberdorfweg 37 (Karte)             | 1. Hälfte 19. Jh.                        | baugeschichtlich und sozialgeschichtlich von Bedeutung. Umgebinde rechts 2/2 Joche, Fenster in originaler Größe, Winterfenster, Keller: Bergkeller, errichtet mit dem Hausanbau um 1900, sauber aus Sandsteinquadern gefügt, Fußboden etwa 1 m von der Höhe des Erschließungsgangs nach unten versetzt, B: 2,60, L: 4,00, H: 2,20 (m), Deckenhaken. | 09254421 |
| Weitere Bilder                          | Gaststätte „Erbgericht“ mit Seitengebäude                                                                                  | Schandauer Straße 1; 4; 8 (Karte)  | bez. 1770                                | Wohnhaus Fachwerkgebäude, baugeschichtlich und ortsgeschichtlich von Bedeutung. Fenster Obergeschoss in originaler Größe, Wohnhaus: Krüppelmansarddach, Obergeschoss und Giebel Fachwerk, verbrettert, Sandstein-Türgewände profiliert, mit Schlussstein, Gaststätte mit Krüppelwalmdach, Obergeschoss Fachwerk, rechtwinklig Tanzsaal angebaut, ehemalige Stallung mit Kumthalle, Obergeschoss später aufgesetzt. | 09254411 |
| Weitere Bilder                          | Alte Schule | Schandauer Straße 7 (Karte)        | Türstock bez. 1802                       | Ehemalige Schule (Umgebinde) und Treppenaufgang – bau- und ortsgeschichtlich von Bedeutung. Obergeschoss Fachwerk verbrettert, Umgebinde rechts 3/3 Joche, Inschrift Portal: „Für unsere Kinder erbauet“ (erste Schule von Hinterhermsdorf), Fenster gesprosst und in originaler Größe, Freitreppe, Sandstein-Korbbogenportal mit Schlussstein. | 09254449 |
| Weitere Bilder                          | Wohnstallhaus mit integriertem Scheunenteil (Umgebinde) und Treppenaufgang                                                 | Schandauer Straße 9 (Karte)        | bez. 1841                                | baugeschichtlich und sozialgeschichtlich von Bedeutung. Obergeschoss Fachwerk verbrettert, Umgebinde rechts 2/2 Joche, Fenster Obergeschoss in originaler Größe, Inschrift: „No 32 CGK 1841“, Freitreppe, Umgebinde mit Kerbschnitt, an zentraler Stelle gelegen. | 09254450 |
|                                         | Wohnhaus | Schandauer Straße 11 (Karte)       | bez. 1853, spätere Umbauten              | Obergeschoss zum Teil Fachwerk, verbrettert, baugeschichtlich von Bedeutung. Türsturz mit floralem Dekor, Kniestock, Freitreppe, einst als Museum genutzt, Bestandteil der zentralen Ortsstruktur. | 09254451 |
| Weitere Bilder                          | Wohnhaus (Umgebinde) | Schandauer Straße 13 (Karte)       | 1. Hälfte 19. Jh.                        | in hohem Maße im ursprünglichen Aussehen erhalten, baugeschichtlich und ortsbildprägend von Bedeutung. Umgebinde rechts 2/3 Joche, Obergeschoss und Giebel verbrettertes Fachwerk, Eckverkämmung der Blockstube, Kerbschnitt der Umgebinde-Konstruktion Fenster Obergeschoss in originaler Größe. | 09254452 |
| Weitere Bilder                          | Wohnhaus (Umgebinde) | Schandauer Straße 21 (Karte)       | auf beiden Giebeln bez. 1899             | baugeschichtlich und sozialgeschichtlich von Bedeutung. Umgebinde links 2, rechts 2/3 Joche, Obergeschoss Fachwerk, Drempel, kunstvolle Verbretterung, Giebel ornamental verschiefert, doppelte Blockstube, Giebel Breitseite mit Holzverzierung, Haustürgewände mit Schlussstein. | 09254478 |
| Weitere Bilder                          | Wohnhaus (Umgebinde) | Schandauer Straße 22 (Karte)       | um 1850                                  | baugeschichtlich und sozialgeschichtlich von Bedeutung. Umgebinde links 2/3/1 Joche, Obergeschoss Fachwerk verbrettert, Giebel verschiefert, Blockstube verschalt, einfacher Fachwerk-Bau, Bestandteil der zentralen Ortsstruktur. | 09254440 |
| Weitere Bilder                          | Alte Mühle; Wohnhaus (Umgebinde)                                                                                           | Schandauer Straße 23 (Karte)       | bez. 1712 (Mühlenanlagenteil)            | Dorfmühle Hinterhermsdorf. Wohnmühlenhaus (Umgebinde); baugeschichtlich und ortsgeschichtlich von Bedeutung | 09254477 |
| Weitere Bilder                          | Wohnhaus (Umgebinde) | Schandauer Straße 24 (Karte)       | um 1850                                  | baugeschichtlich und sozialgeschichtlich von Bedeutung. Umgebinde links 2/2 Joche, Obergeschoss Fachwerk verbrettert, Giebel ornamental verschiefert. | 09254441 |
| Weitere Bilder                          | Wohnhaus (Umgebinde) | Schandauer Straße 27 (Karte)       | 1. Hälfte 19. Jh.                        | baugeschichtlich und sozialgeschichtlich von Bedeutung. Umgebinde rechts 2/2/2 Joche. | 09254472 |
| Weitere Bilder                          | Wohnhaus (Umgebinde) | Schandauer Straße 30 (Karte)       | um 1850                                  | baugeschichtlich und sozialgeschichtlich von Bedeutung. Umgebinde links 3/3/3 Joche, Obergeschoss Fachwerk verbrettert, Giebelseite verschiefert. | 09254442 |
|                                         | Häuslerhaus (Umgebinde) | Schandauer Straße 31 (Karte)       | um 1800                                  | eingeschossiges Häusleranwesen, baugeschichtlich und straßenbildprägend von Bedeutung. Umgebinde links 2/3 Joche, Giebel verbrettert. | 09254466 |
| Weitere Bilder                          | Wohnstallhaus (Umgebinde) und Holzscheune eines Zweiseithofes                                                              | Schandauer Straße 33 (Karte)       | 1. Hälfte 19. Jh.                        | baugeschichtlich und sozialgeschichtlich von Bedeutung. Umgebinde links 2/2 Joche, Fenster in originaler Größe, Wohnstallhaus: Obergeschoss und Giebel Fachwerk verbrettert, korbbogiges Türgewände. | 09254468 |
| Direkt Bild zu diesem Denkmal hochladen | Wohnhaus | Schandauer Straße 34 (Karte)       | um 1850                                  | Obergeschoss Fachwerk, verbrettert, baugeschichtlich von Bedeutung. Fenster Obergeschoss weitgehend in originaler Größe, korbbogige Haustür. | 09254443 |
| Direkt Bild zu diesem Denkmal hochladen | Sandsteintrog | Schandauer Straße 36 (vor) (Karte) | 19. Jh.                                  | Zeugnis der ländlichen Lebensweise, sozialgeschichtlich von Bedeutung. | 09254445 |
|                                         | Forsthaus mit Einfriedung                                                                                                  | Schandauer Straße 38 (Karte)       | 1. Hälfte 19. Jh.                        | Obergeschoss Fachwerk verkleidet, ortsgeschichtlich von Bedeutung. Dachhäuschen später hinzugefügt, Krüppelwalmdach, Erdgeschoss mit Sandstein-Fenstergewänden. | 09254446 |
| Weitere Bilder                          | Wohnhaus (Umgebinde) mit integrierter Scheune                                                                              | Schandauer Straße 40 (Karte)       | bez. 1847                                | in hohem Maße im ursprünglichen Aussehen erhalten, baugeschichtlich von Bedeutung. Umgebinde links 2/3 Joche, Obergeschoss Fachwerk verbrettert, Winterfenster, Giebel ornamental verschiefert, Doppelstubenhaus. | 09254447 |
|                                         | Wohnhaus | Schandauer Straße 42 (Karte)       | 1. Hälfte 19. Jh.                        | Obergeschoss Fachwerk verbrettert, baugeschichtlich und ortsbildprägend von Bedeutung. Im Erdgeschoss Winterfenster, Fenster Obergeschoss in originaler Größe. | 09254448 |
|                                         | Wohnhaus | Schandauer Straße 44 (Karte)       | um 1850                                  | Obergeschoss Fachwerk, baugeschichtlich von Bedeutung. Fenstergrößen original, Erdgeschoss Winterfenster. | 09254453 |
|                                         | Wohnstallhaus | Schandauer Straße 48 (Karte)       | Türgewände bez. 1823, vom Vorgängerbau   | Obergeschoss Fachwerk, baugeschichtlich von Bedeutung. Fenster weitgehend in originaler Größe, verschalt, mit Drempel, zwei Türgewände, Konstruktion erhalten. | 09254456 |
| Weitere Bilder                          | Wohnstallhaus (Umgebinde) und Sandsteintrog und -mörser                                                                    | Schandauer Straße 50 (Karte)       | Türstock bez. 1840                       | baugeschichtlich und sozialgeschichtlich von Bedeutung. Obergeschoss Fachwerk, aufwändige Verbretterung, Umgebinde profiliert mit Überstand, Türgewände profiliert. | 09254455 |
| Direkt Bild zu diesem Denkmal hochladen | Häuslerhaus mit integriertem Scheunenteil                                                                                  | Schandauer Straße 52 (Karte)       | um 1850                                  | baugeschichtlich von Bedeutung, eingeschossig, verbrettert. | 09254454 |
| Weitere Bilder                          | Wohnhaus (Umgebinde) | Schandauer Straße 54 (Karte)       | Kern 17. Jh.                             | eines der ältesten Gebäude im Ort, baugeschichtlich und sozialgeschichtlich von Bedeutung. Eingeschossig, Giebel verbrettert, Dachhäuschen später zugefügt, Umgebinde rechts 3/3 Joche, Winterfenster. | 09254463 |
| Direkt Bild zu diesem Denkmal hochladen | Wohnstallhaus (mit Oberlaube) und Holzscheune eines Bauernhofes                                                            | Schandauer Straße 56 (Karte)       | um 1800, Schlußstein wohl 1786           | Wohnstallhaus Obergeschoss Fachwerk, baugeschichtlich von Bedeutung. Winterfenster, Fenster Obergeschoss in originaler Größe, Zahl im Schlussstein „86“, Wohnstallhaus: Obergeschoss Fachwerk verbrettert. | 09254444 |
| Weitere Bilder                          | Wohnstallhaus (Umgebinde) „Zum Wanderstiefel“                                                                              | Schandauer Straße 64 (Karte)       | um 1850                                  | baugeschichtlich von Bedeutung. Umgebinde links 2/2 Joche, Obergeschoss Fachwerk verbrettert, Fenster in originaler Größe, Krüppelwalmdach, Giebelseite ornamental verschiefert, Blockstube und Umgebinde verschalt.. | 09254464 |
| Weitere Bilder                          | Wohnhaus (Umgebinde) | Schandauer Straße 74 (Karte)       | 1. Hälfte 19. Jh.                        | baugeschichtlich von Bedeutung. Umgebinde rechts 2/3 Joche, Obergeschoss Fachwerk, Fenster Obergeschoss gesprosst und in originaler Größe, Giebel verbrettert, Granit-Haustürgewände. | 09254465 |
| Weitere Bilder                          | Wohnstallhaus (Umgebinde) mit integrierter Scheune                                                                         | Schandauer Straße 76 (Karte)       | bez. 1839                                | baugeschichtlich und sozialgeschichtlich von Bedeutung. Umgebinde rechts 2/3, links zwei Joche, Obergeschoss Fachwerk, Fenster weitgehend in originaler Größe, Giebelseite verkleidet, doppelte Blockstube, Umgebinde mit Kerbschnitt, korbbogiges Haustürgewände, Türsturz mit Inschrift. | 09254467 |
| Weitere Bilder                          | Wohnhaus (Umgebinde) mit integrierter Scheune                                                                              | Schandauer Straße 78 (Karte)       | Türsturz bez. 1841                       | baugeschichtlich und sozialgeschichtlich von Bedeutung. Umgebinde rechts 2/2, links 2 Joche, Obergeschoss Fachwerk verbrettert, doppelte Blockstube, Fenstergrößen weitgehend original erhalten. | 09254469 |
| Direkt Bild zu diesem Denkmal hochladen | Sachgesamtheitsbestandteil der Sachgesamtheit Todesmarsch Schwarzheide-Theresienstadt 1945 mit Gedenktafel                 | Schandauer Straße 78 (vor) (Karte) | 1980er Jahre                             | Sachgesamtheitsbestandteil der Sachgesamtheit Todesmarsch Schwarzheide-Theresienstadt 1945 mit Gedenktafel an den Vorbeizug und die Ermordung von KZ-Häftlingen (Sachgesamtheit ID-Nr. 09299874) – ortsgeschichtlich von Bedeutung. Links an einer Mauer, Sie verweist auf die hohe Anzahl der Opfer. Ihre Inschrift lautet: „Die SS-Wachmannschaft der Todeskolonne aus dem KZ Schwarzheide ermordete im April 1945 auf dem Territorium des Kreises Sebnitz 33 Häftlinge. Von 600 Antifaschisten überlebten etwa 300, gerettet durch die Widerstandsgruppe unter der Leitung von Paul Bergmann, Karel Karlovsky, Gilbert Dupau u. a.“ | 09299873 |
| Weitere Bilder                          | Wohnhaus (Umgebinde) | Schandauer Straße 86 (Karte)       | bez. 1848                                | ohne Anbau, baugeschichtlich und sozialgeschichtlich von Bedeutung. Umgebinde rechts 2/2 Joche, Obergeschoss Fachwerk, Fenster Obergeschoss in originaler Größe erhalten, an der Giebelseite verbrettert, segmentbogiges Haustürgewände. | 09254470 |
| Weitere Bilder                          | Floßmeistergut, jetzt Wohnhaus                                                                                             | Weifbergstraße 2 (Karte)           | 2. Hälfte 18. Jh.                        | Obergeschoss Fachwerk, baugeschichtlich und ortsgeschichtlich von Bedeutung. Fenster weitgehend in originaler Größe, mit gedrungenem Krüppelwalmdach, breitgelagerter Baukörper, Obergeschoss Fachwerk verbrettert. | 09254412 |

## Ausführliche Denkmaltexte
1. ↑  Wohnhaus, Dorfbachweg 6
  - Keller: Zwei Kellerräume mit Holzdecke: Ställe für maximal drei Pferde, drei Kühe und Koben für zwei Schweine, über dem Koben ein Hühnerkäfig mit kleiner Öffnung nach außen. Dritter Kellerraum mit Sandsteingewölbe zur Vorratslagerung.
  - Erdgeschoss: Wände aus bis zu 40 cm starken Rundstämmen gefügt, giebelseits zweijochiges Umgebinde, eingangsseits ebenfalls und um ca. 1,20 m aus der Hausfront zurückspringend, vom Flur („Haus“) abgehend die geräumige Blockstube und gegenüber die Hauskammer, danach, in Fortsetzung des Hauses, der Scheunenteil – die Tenne im Erdgeschoss mit Holzbalken. Anbau zur Talseite 1906. Backofen bis 1958.
  - Obergeschoss: Vom Flur aus nach jeder Seite zwei Kammern, bis 1964 Vermietung einer Kammer an Urlauber, Wohn- und Scheunenteil durch Tür verbunden. Erweiterung durch Anbau zur Talseite (S. 24).
  - Dach: Sparrendach mit einfach stehendem Stuhl, in Boden und Spitzboden unterteilt, vor 1910 Schindeldeckung, alte Schindeln noch vorhanden (60 cm / 12 cm / 2,2 cm), danach Schieferdeckung. (M. Hammer).
2. ↑  Dorfkirche Hinterhermsdorf 

Saalkirche mit Rundbogenfenstern und geradem Schluss von Hans Hahmann aus Tharandt, datiert 1689. Zunächst als Kapelle errichtet, seit 1701 eigene Pfarrstelle. Verputzter Sandstein- und Bruchsteinbau, hohes Satteldach mit Dachreiter. Renovierung und Restaurierung 1783, um 1835 (Umbau des Altars zum Kanzelaltar), 1845/46 (Anbau an der Westseite), 1885 (neue Ausmalung), nach 1910, 1939 „große Renovierung“ (Altar wieder in den ursprünglichen Zustand, Verkürzung der Emporen und Bemalung) und 1975–1989. Im Innern flachgedeckt. Eingeschossige, mit Blumenmotiven bemalte Emporen an drei Seiten. Dreistufiger Altarbau, die Bilder von gedrehten Säulen gerahmt, bezeichnet 1691/92, vermutlich von böhmischem Meister. In der Predella Abendmahl, Mittelbild Kreuzigung (bezeichnet E. Maron), darüber Auferstehung. In seitlichen Medaillons die Evangelisten, darüber vier vollplastische musizierende Engel. – Im Chor schwebender Taufengel, datiert 1701, Taufe und Kanzel, datiert 1939. Farbig gefasste Grabsteine des Floßmeisters Häntzschel († 1695) und seiner Frau seitlich des Altars. Weitere barocke Grabsteine im westlichen Vorraum. Orgel, datiert 1846, von Samuel Heinrich Herold. (Dehio Sachsen I, 1996). 

Saalkirche mit Rundbogenfenstern, Dachreiter, West-Anbau klassizierend, zeitgenössisches Türblatt, Altar bezeichnet 1691, Einfriedung (Tor mit zippenbekrönten Pfosten), im Innern einige wertvolle Epitaphien, Kriegerdenkmal Erster Weltkrieg: Natursteinkubus mit getrepptem Sockel, vasenbekrönt, von Natursteinmauer umfasst.
  1. Grabmal Friedrich Wilhelm Peschke, Heimatforscher (1878–1959), Zweitverwendung, biedermeierliches Grabmal als Baumstumpf mit angebrachten Medaillons,
  2. biedermeierliches Grabmal Friedrich Erdmann Rinck, Baumstumpf mit Eichenlaub und Medaillon,
  3. Grabmal Pfarrer Christian Friedrich Buse (1735–1806), Baumstamm mit Ästen und Gedenkplatte,
  4. klassizistisches Grabmal des Pfarrers Johann Gottlob Mann (1763–1824), Ädikula,
  5. zwei barocke Grabmale,
  6. Grabanlage mit Einfriedung und Gruft der Familien Dreßler, Puttrich und Peschke: Johann Gottlob Puttrich (1769–1838), Besitzer der Niedermühle Hinterhermsdorf, Karl Gottlieb Dreßler (1847–1915)
3. ↑  Wohnhaus, Neudorfstraße 37 

Erdgeschoss: Holzwände im Erdgeschoss um 1900 durch Mauerwerk ersetzt. Stube, Flur mit Treppe und Ausgang zur Rückseite (Abort als Holzanbau), Küche mit anschließendem Ziegenstall und Kammer. Öfen in der Stube und der Küche, Schornstein im Küchenbereich, später gemauerter Waschkessel im Flur. Einzuhängende Winterfenster ohne Lüftungsflügel lassen auf große Sparsamkeit schließen. Scheunenteil mit Toreinfahrt für kleinen Bauernwagen. Obergeschoss: Schlafzimmer giebelseitig, Flur und Kammer. Dachstuhl und Dach: Sparrendach, Scheunenteil vom übrigen Dachbodenteil abgetrennt, verbretterter Giebel ursprünglich. (M. Hammer).
4. ↑  Wohnhaus, Oberdorfweg 1
  - Keller: Aus sauber gefügten Sandsteinquadern gewölbt, H: 1,95, B: 3,07, L: 4,52 (m), Fußboden aus Sandsteinplatten, Brunnenbecken 0,70 × 1,00 m, u. a. genutzt zum Kühlhalten von Nahrungsmitteln durch hergeleitetes ständig frisches Hangwasser, konstanter Pegel durch früher offenen, jetzt verrohrten Abfluss in den Dorfbach.
  - Erdgeschoss: Dreiteilung in Stube/Küche, Flur und Stall/Scheunenteil (Tischlerwerkstatt seit 1930), lichte Deckenhöhe in der Stube unter Balken 2,25 m, Balken gefast mit Rillen, gestulpte Holzeinschübe mit Rillen, Raumgruppe Stube und Kleine Stube mit älterem Herd zur Ferienwohnung umgestaltet, Wandhölzer bis 30 cm hoch, im Werkstattbereich älterer Raum erhalten, der weiterhin als Ziegenstall genutzt worden ist (heute Heizraum). Obergeschoss: Fachwerk, im vorderen Teil des Hauses Kammern, im hinteren Teil Mittelgang und Kammern, wobei eine Wand des Gangs unter dem Mittellängsbalken verläuft und dadurch die Kammern auf der Rückseite des Hauses eine geringere Raumtiefe haben. Wie im Erdgeschoss Balken mit Fasen und Rillen, Raumgefüge im Mittelgangbereich verändert, etliche Türen und teilweise alte Fenster aufgearbeitet.
  - Dachboden und Dach: Liegender Stuhl, dadurch freier Dachraum, Oberboden gedielt und über Einschubtreppe zu erreichen. Zwei Brettverschläge u. a. als Wohnstatt für Gesellen, bereits vor 1873 Schieferdeckung. (M. Hammer).
5. ↑  Wohnhaus, Oberdorfweg 37
  - Erdgeschoss, altes Haus: Schiffsteer-Reste an äußeren Holzteilen noch erkennbar, rückseitig Fachwerkwand außer im Bereich der Bohlenstube (durch doppelschaliges Mauerwerk ersetzt). Im Flur lichte Höhe 2,15 m, in der Holzstube zwei gefaste Deckenbalken mit Rillen, lichte Höhe unter den Balken 1,95 m, gestulpte Holzeinschübe mit Rillen.
  - Erdgeschoss, Anbau: Durch Wirtschaftsgang vom alten Haus getrennt, geräumige Speisekammer in Höhe der Bohlenstube, fast Kellerklima, zum Hang Sandstein-Mauerwerk. Schweinestall (Tür ca. 1,50 m hoch), danach Stall für zwei Ziegen, später Schafe, über dem Stall niedriger Hühnerverschlag in der Dachschräge.
  - Obergeschoss, altes Haus: Lichte Höhe im Flur unter dem verkleideten Mittellängsbalken 1,83 m, Schlafzimmer nach Osten über gesamte Altgebäudebreite, Wände holzverkleidet. zwei Handwerkerkammern im Flur gegenüber.
  - Obergeschoss, Anbau: Sommerwohnraum.
  - Dach und Spitzboden: Steile Einschubtreppe, auf beiden Giebelseiten Taubenschläge. Sparsam bemessener einfach stehender Stuhl, Sparrenabstände 1,15 m bis 1,20 m, Vollschalung und Schieferdeckung, auf dem flacheren Dach des Anbaus Bitumenbahnen. In 1970er Jahren Neudeckung der Vorderseite. (M. Hammer).